# جنداب (میان‌جلگه)
جنداب، روستایی در دهستان بلهرات بخش بلهرات شهرستان میان‌جلگه در استان خراسان رضوی ایران است.

## جمعیت
بر پایه سرشماری عمومی نفوس و مسکن در سال ۱۳۹۵، جمعیت این روستا برابر با ۱٬۰۰۷ نفر (۳۱۵ خانوار) بوده است.